# Watkins-Gebirge
Das Watkins-Gebirge (dänisch Watkins Bjerge) ist ein Gebirge in Grönland im Distrikt Ittoqqortoormiit in der Kommuneqarfik Sermersooq.

## Geografie
Das Gebirge wird im Südwesten durch den Frederiksborg Gletsjer und im Nordosten durch den Kronborg Gletsjer begrenzt. In seiner Mitte liegt der große Christian IV Gletsjer. Das Gebirge liegt in der Region Kong Christian IX Land. Das Gebirge umfasst die zehn höchsten Gipfel der Arktis, darunter den mit 3694 m höchsten Gipfel, Gunnbjørn Fjeld. Die etwas niedrigeren Gipfel Qaqqaq Kershaw und Qaqqaq Johnson bilden mit 3682 m bzw. 3669 m die zweit- und dritthöchsten Erhebungen. Ein weiterer Gipfel ist der Ejnar Mikkelsen Fjeld.
Das Watkins-Gebirge besteht aus Flutbasalten, die infolge des Island-Plumes bei der Öffnung des Atlantischen Ozeans und der Entstehung des Mittelatlantischen Rückens während des Paläogens (vormals Alttertiär) abgelagert wurden. Es gehört daher zu den jüngsten Gebirgen des ansonsten viel älteren Grönländischen Schildes.

## Geschichte
Der britische Polarforscher Gino Watkins bereiste und fotografierte die Gegend im Jahr 1930 während seiner British Arctic Air Route Expedition und nannte sie New Mountains. Während der Siebten Thule-Expedition unter Knud Rasmussen wurde das Gebirge 1933 erneut fotografiert. Hierbei wurde der Name Knud Rasmussens Fjelde vorgeschlagen. Zum gleichen Zeitpunkt nannte Lauge Koch die Gegend Watkins Land nach dem im Vorjahr umgekommenen „Erstentdecker“. 1935 wurde der Name Watkins Bjerge von der Kommission für Wissenschaftliche Untersuchungen in Grönland festgelegt.